# Compulsion (film, 2016)
Pour les articles homonymes, voir Compulsion (homonymie).
Pour plus de détails, voir Fiche technique et Distribution.
Compulsion est un film italo-canado-britannique réalisé par Craig Goodwill, sorti en 2016.

## Synopsis
Après une dispute avec son petit ami, une romancière rejoint son ex et sa petite amie, avec qui elle tombe follement amoureuse, pour une fête dans un château appartenant à une secte dangereuse.

## Fiche technique
- Titre : Compulsion / Sadie
- Réalisation : Craig Goodwill
- Scénario : Brian Clark
- Musique : Silvio Amato
- Montage : Glenn Berman, Michael Doherty, Micah Stuart
- Production : Craig Goodwill, Brian Dreyfuss, Neil Dunn, Peta-Megan Dunn, Mike Macari
- Société de production : Atlantic Screen Productions, ETV Film, Fargo Film
- Société de distribution :
- Pays de production :  Italie,  Canada,  Royaume-Uni
- Langue : Anglais
- Lieux de tournage : Turin, Piémont, Italie
- Format : Couleur
- Genre : Comédie dramatique
- Durée : 84 minutes (1 h 24)
- Dates de sortie :
  - Italie : 19 novembre 2016 au Festival du film de Turin
  - Royaume-Uni : 5 février 2018
  - Allemagne 23 février 2018

## Distribution
- Analeigh Tipton : Sadie
- Marta Gastini : Francesca
- Jakob Cedergren : Alex (crédité comme Jacob Cedergren)
- Valentin Merlet : Thierry
- Jan Bijvoet : Minos
- Magdalena Grochowska : Silvia
- Anita Kravos : Thelma
- Nina Seničar : Lily
- Leonardo Messerklinger : le jeune prêtre
- Franco Barbero : le prêtre âgé
- Luca Busnengo : le chauffeur #1
- Marco Tunesi : le chauffeur #2
- Denitza Diakovska : la jolie dame
- Cristiano Omedè : le photographe
- Mélanie S. Dubois : la femme en blanc
- Eleonora Haerens : la jeune femme en blanc
- Pietro Giunti : le barman